# Symmetrical AWD
Il Symmetrical AWD è un sistema di trazione integrale permanente brevettato, sviluppato e prodotto dalla casa automobilistica giapponese Subaru, che lo impiega su quasi tutti i suoi modelli (gli unici che fanno eccezione sono quelli base e, solitamente, quelli creati in collaborazione con altre aziende).
A differenza di quanto avviene con altre aziende automobilistiche, il sistema non è un optional che trasforma una vettura a trazione anteriore o posteriore in un cosiddetto “4x4”, bensì è una parte integrante dell'automobile.

## Caratteristiche

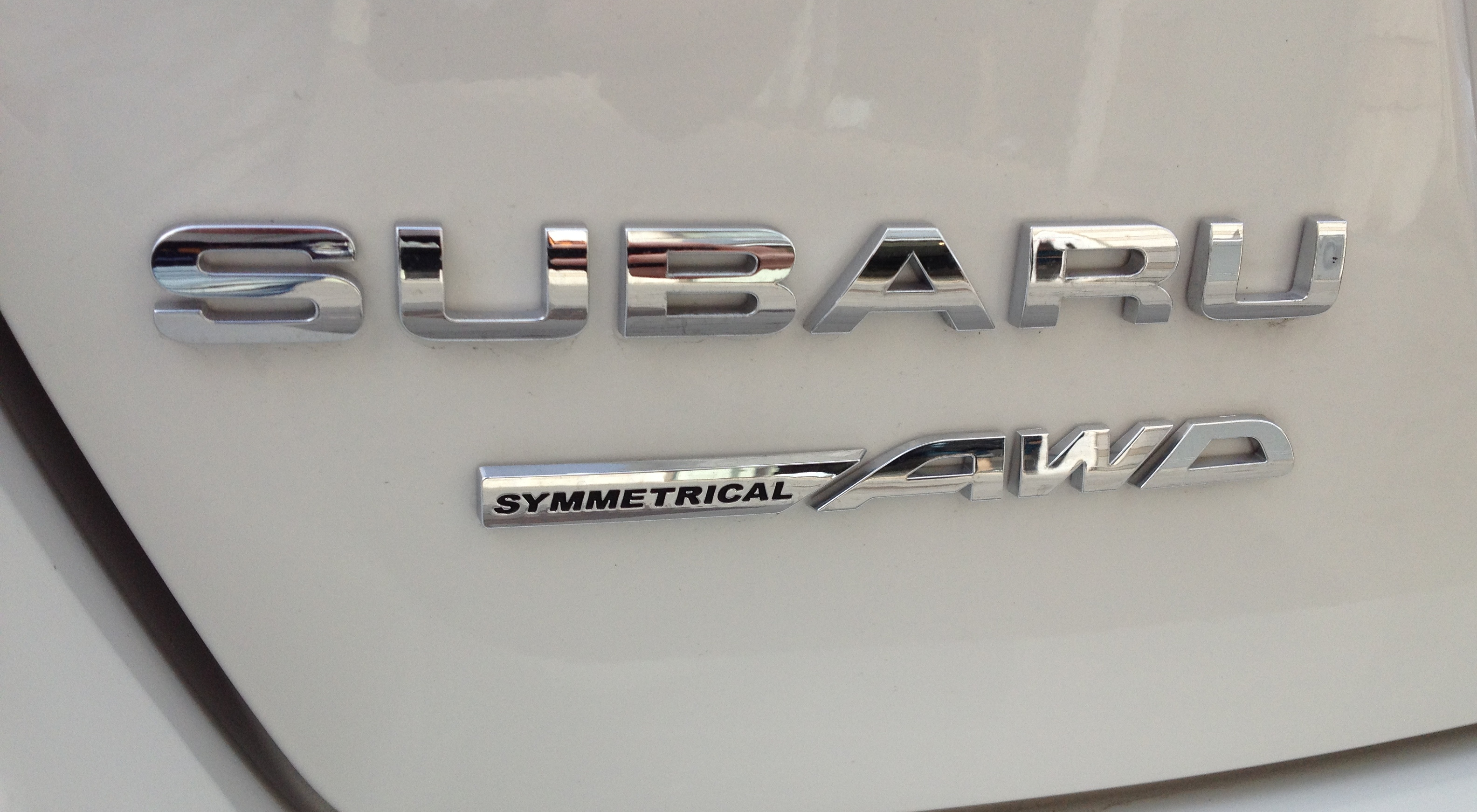
Logo del sistema Symmetrical AWD montato su una Subaru XV

Il nome “Symmetrical All Wheel Drive” deriva dal fatto che l'impianto e tutti i suoi componenti, come i giunti cardanici e i differenziali, sono totalmente e perfettamente simmetrici rispetto all'asse longitudinale della vettura.
Solitamente il sistema viene combinato con un motore boxer, altra caratteristica distintiva dei veicoli Subaru. La scatola del cambio si trova dietro l'asse anteriore mentre il differenziale centrale e quello dell'asse anteriore sono integrati nell'impianto. Alcuni modelli hanno anche un differenziale autobloccante sull'asse posteriore. La Impreza WRX STI ha dei differenziali con blocco automatico su tutte e due gli assi. Il fatto di avere un motore perfettamente simmetrico e posizionato più in basso rispetto a uno con architettura in linea o a V, in combinazione con la disposizione orizzontale dell'impianto di trasmissione e di cambio, abbassa notevolmente il baricentro della vettura, aumentandone la stabilità laterale e di conseguenza il comfort alla guida.

## Distribuzione

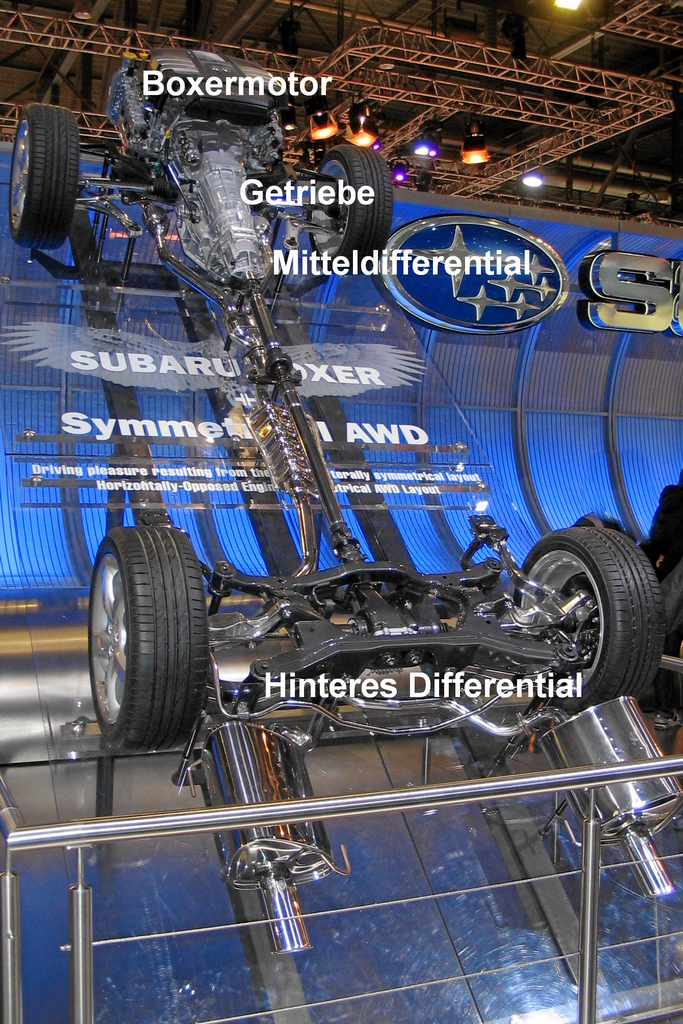
Dimostrazione al Salone di Ginevra nel 2005

### Vetture a cambio manuale
Nelle auto con cambio manuale la forza motrice viene distribuita per metà sull'asse anteriore e per metà su quello posteriore, tramite un differenziale con giunto viscoso.
In occasione di slittamento delle ruote, ma anche in curva, si può creare una differenza di giri tra i due assi. In tale caso interviene il differenziale viscoso autobloccante, che si può bloccare fino al 100%.

### Vetture a cambio automatico
Nelle auto dotate di cambio automatico, come i modelli Legacy (escluso VDC), Impreza e Forester, la forza motrice va in primo luogo all'asse anteriore, mentre l'asse posteriore viene comandato tramite una frizione multidisco. In questo sistema è possibile disinserire il trasferimento della forza motrice all'asse posteriore tramite un fusibile.

### VDC
Con la Subaru Legacy di terza serie venne introdotto il VDC (“Vehicle Dynamics Control” ovvero “controllo della dinamica del veicolo”). In questo sistema la forza motrice viene distribuita per il 35% all'asse anteriore e per il rimanente 65% a quello posteriore, tramite un ripartitore di trasmissione epicicloidale. Il sistema rileva elettronicamente la differenza di giri tra le quattro ruote e l'angolo di sterzo dato dal guidatore, così da riconoscere una situazione di sovrasterzo o sottosterzo e correggerlo, mettendo il veicolo in una posizione di sterzo neutrale grazie a una ridistribuzione della forza motrice. Le vetture equipaggiate con VDC hanno un ulteriore sistema di controllo della trazione. Il sistema è standard sulle versioni a cambio automatico dei modelli Legacy, Outback e Tribeca, sull'Impreza 2.0R e sulla Forester.
Il sistema ha caratteristiche simili a quelle dell'ESP, con la differenza che il VDC funziona tramite una ridistribuzione della forza motrice e non con un intervento sui freni.

### DCCD
Il DCCD ("Driver Controlled Center Differential" ovvero “Differenziale centrale a controllo del guidatore”) venne messo a disposizione soltanto per il modello sportivo Impreza WRX STI. In realtà si tratta semplicemente di un'elaborazione del sistema VDC in cui il guidatore può impostare l'azione bloccante del differenziale su varie posizioni tramite una manopola che agisce sulla centralina di controllo del sistema.

## Vantaggi
Siccome i veicoli dotati del Symmetrical AWD possono essere esclusivamente a trazione integrale permanente, la posizione della ruota che imposta il differenziale è adattata perfettamente a questo tipo di trazione, come lo sono anche la distribuzione dei pesi e le dimensioni dei componenti. Il confronto riportato di seguito mostra che i veicoli dotati di Symmetrical AWD non sono più pesanti (risultando anzi, a volte, più leggeri) rispetto ad altri veicoli contemporanei e con dimensioni e tipologie di carrozzeria paragonabili, sia a trazione anteriore che integrale.
| Veicolo                                           | Lunghezza (mm) | Peso vuoto (kg) |
| Subaru Legacy 2.0 Combi 141 CV, Benzina, MY04     | 4720           | 1360            |
| VW Passat 2.0 Combi 115 CV, Benzina, MY04         | 4682           | 1400            |
| VW Passat 2.0 Combi 115 CV 4MOTION, Benzina, MY04 | 4682           | 1456            |

Rispetto ad altri sistemi di trazione integrale permanente, il sistema della Subaru mostra un comportamento più agile in curva, una più semplice manovrabilità e una maggiore stabilità, grazie alla distribuzione equa dei pesi sui due assi. In sintesi, il Symmetrical AWD unisce i punti forti della trazione anteriore e di quella posteriore ed al contempo supera gli svantaggi di ognuno, unendo due principi di costruzione:
- Il motore boxer, che dà un baricentro basso;
- La trasmissione della potenza del motore alle ruote, che avviene in modo longitudinale lungo l'asse della macchina.

Questi due punti donano un buon comportamento in curva, nonché maggiore stabilità alle alte velocità e sui fondi sconnessi.

## Svantaggi
La complessità del sistema di trazione, unitamente a quella dei motori boxer, comporta un elevato costo di fabbricazione, che si ripercuote sul prezzo totale del veicolo.
Per via della costruzione meccanica pressoché unica nel panorama motoristico, i componenti di ricambio possono non essere facilmente reperibili sul mercato. Ad esempio, per motivi di spazio, non è possibile sostituire i motori boxer delle auto Subaru con motori con i cilindri disposti a V oppure in linea prodotti da altri costruttori. Questo è anche il motivo per cui tutti i modelli Subaru furono disponibili solamente con motori a benzina fino al 2008, anno in cui il costruttore nipponico introdusse il primo propulsore diesel di questo genere.

## Boxer diesel
Durante il salone automobilistico di Ginevra del 2007, Subaru ha presentato un motore boxer diesel sovralimentato da abbinare al suo sistema Symmetrical AWD, che è entrato in produzione di serie nell'anno seguente, risultando il primo motore a cilindri contrapposti a gasolio per uso automobilistico al mondo. Il motore presenta quattro cilindri, per una cilindrata totale di 2 litri, e può raggiungere una potenza di 110 kW (150 CV) a 3600 giri/minuto, nonché una coppia massima di 350 Nm a 1800 giri/min, prestazioni che lo pongono in linea con i motori diesel contemporanei con le architetture più classiche e gli permettono anche dei consumi contenuti (tra 5,1 e 5,3 litri per 100 km per la Legacy ad esempio).
Il motore è stato reso disponibile prima sulla Legacy, seguita dalla Forester nell'autunno del 2008 (con un motore da 108 kW/147 CV) e dall'Impreza all'inizio del 2009.